# Študentska organizacija Univerze v Ljubljani
Študentska organizacija Univerze v Ljubljani (ŠOU v Ljubljani) je demokratično organizirana skupnost, ki zastopa interese in pravice študentov Univerze v Ljubljani ter samostojnih visokošolskih zavodov, članov ŠOU v Ljubljani. Zavzema se za kakovosten študij, hkrati pa z organizacijo številnih športnih, kulturnih, izobraževalnih in zabavnih dogodkov skrbi za raznolikost ter bogatost obštudijskega življenja. ŠOU v Ljubljani je stanovska organizacija vseh študentov ljubljanske univerze, ki deluje na podlagi načel parlamentarne demokracije in kolektivnega članstva.
Njeno poslanstvo je zastopati interese in pravice študentov ter si prizadevati za njihovo uresničevanje, še posebej pri izboljšanju študijskih in socialnih razmer študentov, ki študirajo na članicah ŠOU v Ljubljani.
Namen ŠOU v Ljubljani je demokratično oblikovati stališča do različnih družbenih in študentskih vprašanj ter voditi študentsko politiko na področjih, ki so ključna za študentsko skupnost.
Poleg zastopanja interesov se ŠOU v Ljubljani posveča tudi izvajanju interesnih in obštudijskih dejavnosti ter skrbi za pestro študentsko življenje. Pri svojem delovanju sledi vrednotam, kot so kritičnost, transparentnost, inovativnost, demokratičnost in napredek.

## Sestava ŠOU v Ljubljani

### Študentski zbor
Najvišje predstavniško telo ŠOU v Ljubljani je Študentski zbor, ki ga sestavlja 43 predstavnikov fakultet. Ti predstavniki so izbrani na dvoletnih študentskih volitvah. Študentski zbor vodi predsednik zbora, ki je izvoljen na konstitutivni seji. Nato se tudi izvoli predsedstvo, ki ga skupaj s petimi vodjami resorjev vodi predsednik ŠOU v Ljubljani. 
Študentski zbor deluje kot najvišji predstavniški organ študentske organizacije na Univerzi v Ljubljani, odgovoren za sprejemanje ključnih odločitev ter zastopanje interesov vseh študentov.
V študentskem zboru delujejo delovna telesa za spremljanje stanja na posameznih področjih, za pripravo odločitev študentskega zbora, za oblikovanje stališč o posameznih vprašanjih in obravnavo drugih predlogov, ki jih obravnava študentski zbor.
Člane delovnih teles imenuje predsednik študentskega zbora na predlog poslanskih klubov in posameznih študentskih poslancev. Študentski poslanec je lahko član največ treh delovnih teles.

#### ŠOVZ-ji - Fakultete in ostale članice Univerze v Ljubljani
1. ŠOAG (Akademija za glasbo)
2. ŠOAGRFT (Akademija za gledališče, radio, film in televizijo)
3. ŠOALUO (Akademija za likovno umetnost in oblikovanje)
4. ŠOBF (Biotehniška fakulteta)
5. ŠOEF (Ekonomska fakulteta)
6. ŠOFA (Fakulteta za arhitekturo)
7. ŠOFDV (Fakulteta za družbene vede)
8. ŠOFE (Fakulteta za elektrotehniko)
9. ŠOFFA (Fakulteta za farmacijo)
10. ŠOFGG (Fakulteta za gradbeništvo in geodezijo)
11. ŠOFKKT (Fakulteta za kemijo in kemijsko tehnologijo)
12. ŠOFMF (Fakulteta za matematiko in fiziko)
13. ŠOFPP (Fakulteta za pomorstvo in promet)
14. ŠOFRI (Fakulteta za računalništvo in informatiko)
15. ŠOFS (Fakulteta za strojništvo)
16. ŠOFŠ (Fakulteta za šport)
17. ŠOFF (Filozofska fakulteta)
18. ŠOMF (Medicinska fakulteta)
19. ŠONTF (Naravoslovnotehniška fakulteta)
20. ŠOPEF (Pedagoška fakulteta)
21. ŠOPF (Pravna fakulteta)
22. ŠOTEOF (Teološka fakulteta)
23. ŠOVF (Veterinarska fakulteta)
24. ŠOVŠRS (Visoka šola za risanje in slikanje)
25. ŠOFSD (Fakulteta za socialno delo)
26. ŠOZF (Zdravstvena fakulteta)
27. ŠOFU (Fakulteta za upravo)
28. ŠOŠCPET (Šolski center za pošto, ekonomijo in telekomunikacije)

### Stalna delovna telesa
Študentski zbor ima stalna in začasna delovna telesa. Stalna delovna telesa so resorna ali izven resorna. Stalna delovna telesa so:
-izven resorna:
- za pripravo aktov; za področje ŠOS in družbeno – aktualne problematike v Republiki Sloveniji;
- za spremljanje dela pravnih oseb, katerih ustanovitelj ali soustanovitelj je ŠOU v Ljubljani;

-resorna:
- za področje študijske problematike in mednarodnega sodelovanja.
- za področje obštudijskih dejavnosti, stalnih dejavnosti ŠOU v Ljubljani in Resorja za ŠOVZ;
- za področje sociale in zdravstvene problematike študentov.

### Predsedstvo
Delovanje ŠOU v Ljubljani vodi Predsedstvo, ki sestoji iz petih vodij resorjev in predsednika. Predsedstvo določa študentsko strategijo delovanja v odnosu do države, univerze in drugih subjektov, s katerimi ŠOU v Ljubljani sodeluje; med njene naloge spada tudi izdelava finančnega načrta ter izvajanje letnega programa dela ŠOU v Ljubljani, ustanavljanje in ukinjanje projektov in stalnih dejavnosti, sprejemanje stališč, izvrševanje ustanoviteljskih obveznosti do drugih organizacij, katerih ustanovitelj je ŠOU v Ljubljani, in opravljanje drugih, z akti ŠOU v Ljubljani določenih nalog. 

#### Resorji
- Resor za študijsko problematiko  s svojim vsebinskim in raziskovalnim delom prispeva k razvoju visokošolskega sistema na Univerzi v Ljubljani in v celotnem slovenskem prostoru. Aktivno sodeluje pri oblikovanju temeljnih dokumentov Univerze v Ljubljani ter si prizadeva za ohranitev in krepitev pravic študentov. Delo resorja je tesno povezano z delom Študentskega sveta Univerze v Ljubljani.

- Resor za mednarodno sodelovanje se, ukvarja predvsem z mednarodnim področjem delovanja študentske organizacije. Tako se sodelavci resorja na dnevni ravni srečujejo s problematiko mednarodnih študentov, tako študentov na študijski izmenjavi v Sloveniji, kakor tudi redno vpisanih mednarodnih študentov, ki tekom svojega izobraževanja pri nas vedno znova naletijo na nepredvidene prepreke, katere se na resorju trudijo pravočasno prepoznati in uspešno sproti tudi reševati.

- Resor za socialo in zdravstvo njihovo poslanstvo je, da širšo javnost obvešča o razvojih v politični sferi, ki na kakršenkoli način vplivajo na področje študentske problematike in skrbi za višjo kakovost in razumevanje zdravstvenih potreb študentov. Resor za obštudijske dejavnosti deluje na športnem, kulturnem in zabavnem področju.

- Resor za obštudijske dejavnosti deluje na športnem, kulturnem, izobraževalnem in zabavnem področju. Namen resorja je zajeti čim večje število študentov in zanje organizirati raznovrstne dogodke s področja obštudijskega udejstvovanja. S tem želijo doseči, da bi se študentje družili tudi izven študijskih klopi. Poleg študija, ki študentom vsekakor predstavlja prioriteto, so sestavni deli študentskega življenja tudi obštudijske dejavnosti in dogodki, s katerimi lahko obogatimo študentsko življenje.

- Resor za informiranje in razvoj  je povezovalni člen vsega, kar se na različnih segmentih ŠOU v Ljubljani dogaja in izvaja, njegova naloga pa je, da skrbi za nemoten pretok vseh pomembnih informacij iz področja vseh delovnih resorjev, zavodov, stalnih dejavnosti in stališč Študentskega zbora ŠOU v Ljubljani. Navzven ta pretok informacij resor izvaja preko številnih komunikacijskih kanalov – Facebooka, Instagrama, elektronskih naslovov, spletne strani itd. Z uporabo omenjenih kanalov želijo doseči čim večje število študentov članic Univerze v Ljubljani in druge zainteresirane javnosti.

V spodnji tabeli je predstavljeno predsedstvo ŠOU v Ljubljani v zadnjih mandatih:
| Mandat      | Predsednik ŠOU v LJ | Vodja resorja za študijsko problematiko | Vodja resorja za mednarodno sodelovanje | Vodja resorja za socialo in zdravstvo | Vodja resorja za informiranje in razvoj | Vodja resorja za obštudijske dejavnosti | Vodja resorja za ŠOVZ | Drugi predstavnik ŠOU v predsedstvu ŠOS     |
| ----------- | ------------------- | --------------------------------------- | --------------------------------------- | ------------------------------------- | --------------------------------------- | --------------------------------------- | --------------------- | ------------------------------------------- |
| 2024- 2026  | Klemen Petek        | Matej Svetina                           | Klemen Kvartuh                          | Tjaž Črnčec                           | Matija Kolman                           | Luka Matul                              | /                     | Fazli Gashi                                 |
| 2022- 2024  | Klemen Petek        | Matej Svetina                           | Gregor Jerebic                          | Tjaž Črnčec                           | Tilen Klinc                             | Aleksander Milićević                    | /                     | Rasim Ćehić (odstopil) kasneje: Fazli Gashi |
| 2020-2022   | Klemen Petek        | Blaž Plazar                             | Tilen Vodeb- Žmavc                      | Rok Medved                            | /                                       | Luka Kopinšek                           | Rasim Ćehić           | Omar Smajlović                              |
| 2019 - 2020 | Mubina Vrtagić      | Blaž Plazar                             | Mitja Zorič                             | Kristjan Runovc                       | Jakob Jež                               | Tilen Vodeb-Žmavc                       | Tim Mišič             | Kristjan Kos                                |
| 2018-2019   | Klemen Peran        | Blaž Plazar                             | Mitja Zorič                             | Kristjan Runovc                       | Jakob Jež                               | Tilen Vodeb-Žmavc                       | Tim Mišič             | Mubina Vrtagić                              |
| 2016 - 2018 | Klemen Peran        | Luka Žust                               | Tim Robič                               | Kristjan Runovc                       | Tim Nemeček                             | Bojan Tepič                             | Matic Markovič        | Žan Bokan                                   |
| 2014-2016   | Rok Liković         | Ana Belčič                              | Juš Dobnikar                            | Klemen Mesarec                        | Matej Lebreht                           | Rok Petrič                              | Tim Robič             | Klemen Balanč                               |
| 2012-2014   | Rok Liković         | Damjan Planinc                          | Suzana Pecin                            | Klemen Balanč                         | /                                       | Matic Colnar                            | Andrej Bole           | Martin Černič                               |

## Strokovne službe

### Direktor
Direktor ŠOU v Ljubljani vodi poslovanje organizacije, delovanje skupnih služb ter načrtuje likvidnost in skrbi za izvrševanje finančnega načrta. 

### Finančno računovodska služba (FRS)
Finančno-računovodska služba usklajuje in vodi postopke za pripravo finančno-računovodske dokumentacije, sproti spremlja in napoveduje potrebe za likvidnostna sredstva ter pripravlja knjigovodske listine, potrebne za izvrševanje finančnega načrta organizacije.

## Nadzorni organi

### Volilna komisija
Volilna komisija je izvršilni organ ŠOU v Ljubljani, ki skrbi predvsem za tehnično izvedbo volitev ter za dosledno izvajanje aktov s področja študentskih volitev ter volilnih kampanj. Sestavljena je iz šestih članov ter predsednika. Ker mandat članov UO ŠOVZ (upravni odbor študentske organizacije visokošolskih zavodov) ter posledično poslancev ŠZ (študentski zbor) traja dve leti, je glavna naloga volilne komisije organizacija volitev v upravne odbore posameznih ŠOVZ. V času, ko ni volitev, pa volilna komisija tvorno sodeluje z delovnim telesom ŠZ pri pripravi aktov s področja izvedbe volitev ter s področja samih volilnih kampanj. Prav tako je naloga volilne komisije pomoč predsedniku ŠZ pri izvedbi morebitnih tajnih volitev na kateri izmed sej ŠZ. 

### Pritožbena komisija
Pritožbena komisija je organ, ki obravnava pritožbe in reševanje sporov v okviru Študentske organizacije Univerze v Ljubljani (ŠOU v Ljubljani). Njeno glavno poslanstvo je zagotavljati pravičnost, preglednost in spoštovanje pravil v delovanju organizacije ter zaščito pravic študentov, članov, zaposlenih in drugih deležnikov, ki so vključeni v aktivnosti ŠOU.

## Zavodi
- Študentski kampus

Študentski kampus je glavno stičišče študentskih idej, aktivnosti in podpornih storitev, ki jih vsak študent potrebuje v času svojega študija. Namen kampusa je študentom omogočiti platformo, kjer lahko razvijajo svoje potenciale, skupaj ustvarjajo, se športno in umetniško udejstvujejo, razvijajo svoje projektne ali podjetniške ideje ter imajo pri tem ustrezno strokovno in infrastrukturno podporo.
Kampus vsebuje tudi socialno dimenzijo, s katero želimo s pomočjo subvencioniranih storitev in dejavnosti študentom olajšati njihove finančne težave. V sklopu Študentskega Kampusa deluje tudi STIKS, kjer lahko društva brezplačno najamejo prostore oziroma se za uporabo prijavijo preko objavljenega razpisa.
- Zavod Kersnikova

Zavod Kersnikova je kulturna ustanova, ki združuje umetniško in računalniško produkcijo, ter platforma za predstavitev slovenske in mednarodne neodvisne kulturne produkcije.
Pod okriljem zavoda Kersnikova delujejo Galerija Kapelica, hekerspejs Rampa in Inspirativni laboratorij BioTehna. Kersnikova ustvarja preko-disciplinarne interakcije med posamezniki in institucijami.
- ŠOU Šport

Organizira športno-izobraževalne tečaje in usposabljanja, študentska ligaška tekmovanja in prvenstva ter različne množične prireditve športnega značaja.
ŠOU šport študentom in dijakom nudi raznolike cenovno ugodne športne rekreacije.
Namen ŠOU športa je razvoj študentskega športa s sprejemanjem, organiziranjem in izvajanjem obštudijskih programov za študente s področja športa, zagotavljanje pogojev za delovanje in razvoj študentskih športnih društev ter njihovih zvez, ter spodbujanje sodelovanja vseh subjektov, kidelujejo na področju športa študentov lokalno in nacionalno.
- Študentska Svetovalnica študentom

Študentska svetovalnica je bila ustanovljena novembra 2009 z namenom pomagati študentom in mladim na njihovi študijski poti ter razreševati njihova pravna in socialna vprašanja. Študentom nudimo brezplačno pravno, socialno in psihosocialno svetovanje. K mladim, ki se obrnejo na nas, pristopamo individualno in celostno, nudimo jim odgovore na vprašanja o njihovih pravicah in možnostih, jim svetujemo in jih usmerjamo na prave naslove.
- Fundacija Študentski tolar

Fundacija Študentski tolar se trudi za socialno pravičnost in enakopravnost vseh študentov in enake možnosti študija za vse študente. Spoštujemo drugačnost, drugačno razmišljanje, pozitivno in negativno kritiko, spoštujemo sodelavce in uporabnike. Ena izmed najpomembnejših vrednot je zaupnost uporabnikov in njihovih podatkov in da se uporabniki počutijo varne z nami.
- Radio Študent

Radio Študent je ena najstarejših evropskih neodvisnih študentskih radijskih postaj, ki odpira prostor za novo glasbo in avtonomno novinarstvo, spodbuja radovednost, širi raznolika znanja ter podpira vsesplošno kreativnost mladih. Ustanovljen je bil leta 1969 v času študentskih protestov, ki so se vrstili po vsej Evropi, in sicer z namenom, da bi dal glas študentom in manj zastopanim družbenim skupinam. Že od svojih začetkov je RŠ podpiral pobude civilne družbe, neodvisno in kritično misel, strpnost, solidarnost in človekove pravice.

## Stalne dejavnosti
- Dijaška Skupnost Ljubljana (DSL)

Dijaška skupnost Ljubljana (DSL) je stanovska organizacija in edina ter največja stična točka srednješolk in srednješolcev v Mestni občini Ljubljana in Občini Škofljica. Podobno kot ŠOU LJ ima tudi DSL parlament (sestavljen podobno kot Študentski zbor), v katerega se vključujejo poslanke in poslanci, ki predstavljajo dijaške skupnosti posameznih srednjih šol.
Parlament je najvišji organ DSL, ki vsako leto izvoli upravni odbor, slednji predstavlja izvršni organ. Največji projekt DSL je Parada ljubljanskih maturantov. Poleg parade pripravljajo in organizirajo še razne delavnice, okrogle mize in druge projekte.
- Študentska prehrana

Komisija za prehrano skrbi za sistem subvencionirane študentske prehrane z namenom zagotavljanja dostopa do cenovno ugodnih in zdravih obrokov. Komisija za prehrano ŠOU v Ljubljani preko ministrstva, pristojnega za delo ter krovne Študentske organizacije Slovenije, skrbi za ponudnike (gostince) ter njihove lokale, ki spadajo pod ŠOU v Ljubljani. Preko inšpektorjev Komisije za prehrano, izvaja nadzor nad izvajanjem subvencionirane študentske prehrane ter upoštevanjem pogodbenih obveznosti ponudnikov oziroma gostincev. Na podlagi zapisnikov, Komisija za prehrano določi stopnjo kršitev ter opredeli posledice, ki jih morajo ponudniki upoštevati.
- Tribuna

Tribuna je študentski časopis, ki s presledki izhaja od leta 1951 in je večino svojega obstoja predstavljal glas kritičnosti in upora. Trenutno je Tribuna prisotna na prenovljeni spletni strani in na izbranih družabnih omrežjih, za jesen 2024 pa je načrtovana tudi obuditev tiskanih izdaj.
V okviru te stalne dejavnosti sodeluje prek 25 oseb, pri čemer mreža piscev šteje okoli 15 oseb. Pisci pokrivajo teme mednarodne politike, filozofije, zdravstva, kulture in še več, nekateri pa ustvarjajo literarne prispevke in poezijo. Dodatno smo letos prispevkom dodali tudi izvirne ilustracije, ki jih ustvarja 5 ilustratorjev. Vizija nove uredniške ekipe je, da kritični glas ponovno izostrimo in uveljavimo Tribuno kot vodilni družbenokritični medij, ki ga ustvarjamo mladi.
- Akademski pevski zbor Tone Tomšič

APZ Tone Tomšič Univerze v Ljubljani združuje študentke in študente fakultet Univerze v Ljubljani, ki sta jim skupna velika ljubezen do petja in želja po vrhunskem umetniškem ustvarjanju. Že od svoje ustanovitve leta 1926 se uvršča med najpomembnejše usmerjevalce slovenskega zborovskega petja.
Zbor koncertira po Sloveniji in v tujini ter svojo kakovost potrjuje z odmevnimi nastopi na številnih tekmovanjih. Največja mednarodna uspeha sestava sta osvojeni prvi nagradi na tekmovanju za veliko nagrado Evrope leta 2002 v Arezzu pod vodstvom Stojana Kureta in leta 2008 v Debrecenu pod vodstvom Urše Lah. Zbor je uspešno tekmovalno nastopal tudi v zadnjih letih in si prislužil nagrade in posebna priznanja na tekmovanjih v Riminiju, Vicu, Gorici, Mariboru in Špitalu.
- Akademska folklorna skupina France Marolt

Je največja slovenska folklorna skupina, ki jo je leta 1948 ustanovil prvi slovenski enotnomuzikolog France Marolt. S tem je postavil temelje razvoja slovenske folklorne dejavnosti.
Skupina poleg ohranjanja slovenskega ljudskega glasbenega, pevskega in plesnega izročila med drugim poustvarja slovensko kulturno dediščino in hkrati interpretira na novo ustvarjene še ne videne folklorne elemente na odru.
- Društvo študentov invalidov

Društvo študentov invalidov Slovenije je nevladna invalidska organizacija, ki združuje vse študente s posebnimi potrebami.
Društvo nudi podporo tako tistim študentom, ki imajo kakšno invalidnost, kot so gibalna oviranost, slepota in slabovidnost, kot tudi tistim, ki imajo težave na posameznih področjih učenja, dolgotrajno bolnim, študentom z govorno-jezikovnimi motnjami, s težavami v duševnem zdravju in avtističnimi motnjami. Naš glavni namen je zagovarjati pravice in interese študentov s posebnimi potrebami.

## Zgodovina
Študentska organizacija v Ljubljani velja za začetnico študentskega organiziranja na Slovenskem. Njeni začetki segajo že v leto 1945, in sicer je šlo za ustanovitev Zveze socialistične mladine Slovenije (ZSMS), s strani Komunistične partije v SFRJ. Znotraj Zveze je tako delovala prav posebna organizacijska enota za študente, imenovana Univerzitetna konferenca s svojim sedežem na Kersnikovi 4.
ŠOU v Ljubljani, kot ga poznamo danes, je bil ustanovljen leta 1990 z Aktom o ustanovitvi Študentske organizacije Univerze v Ljubljani in je vpisan v Register organizacijskih oblik Študentske organizacije Slovenije. Temeljna akta, ki urejata delovanje ŠOU v Ljubljani kot sui generis, sta Zakon o skupnosti študentov in Študentska ustava. 15. maja 1990 so študentski poslanci na prvi seji Študentskega parlamenta sprejeli Akt o ustanovitvi ŠOU v Ljubljani, 27. novembra 1990 pa je bila sprejeta prva Študentska ustava, s katero sta bili določeni organiziranost in delovanje ŠOU v Ljubljani. 20. junija 1994 je Državni zbor Republike Slovenije sprejel Zakon o skupnosti študentov (Uradni list RS, št. 38/94), s katerim se ureja položaj, delovanje in dejavnost samoupravne skupnosti študentov Slovenije. Temeljni akt samoupravne skupnosti študentov Slovenije, Študentska ustava, je bil sprejet leta 1997 (Uradni list RS, št. 67/97) in na novo sprejet leta 2002, nazadnje popravljen pa leta 2015.